# Waratahs (féminines)
Pour les articles homonymes, voir Waratah.
Ne doit pas être confondu avec Waratahs.
Actualités
Les Waratahs sont une franchise fédérale féminine australienne de rugby à XV basée à Sydney. Fondée en 2017, l'équipe dispute le Super Rugby Women's organisé par la fédération australienne.

## Histoire

### Création et identité
En décembre 2017, la fédération australienne annonce le lancement d'une compétition féminine nationale : le Super W. La compétition doit débuter en mars 2018 et inclut la participation des Waratahs.
L'équipe reprend le nom, les couleurs et le logo de la franchise masculine. Le waratah est la fleur emblématique de la Nouvelle-Galles du Sud.

### Premières saisons: le règne
L'équipe est mise en place par son entraineur Rob Baumann. Il nomme Ashleigh Hewson (en) capitaine. L'effectif comprend plusieurs internationales (Grace Hamilton, Emily Robinson, Chloe Leaupepe, Alexandra Sulusi). L'année inaugurale (en) du Super W voit les Waratahs remporter tous leurs matchs, jusqu'à la finale gagnée 16-13 contre les Queensland Reds.
Pour la saison 2019 (en), le poste d'entraineur est confié à Matthew Evrard. La saison ressemble beaucoup à la précédente puisque les Tahs remportent à nouveau toutes leurs rencontres. Elles conservent leur titre, encore face aux Queensland Reds.
Pour la saison 2020 (en), le nouvel entraineur est Campbell Aitken. Les Tahs gagnent leurs quatre matchs mais la saison est écourtée à cause de la pandémie de Covid-19 : la phase finale est annulée. Le titre leur est attribué car elles ont terminé la saison régulière en tête du classement.
En 2021 (en), lors d'une compétition au format modifié pour s’adapter aux contraintes sanitaires, l'équipe remporte deux victoires en poule, avant le forfait des Melbourne Rebels. La rencontre est comptabilisée comme un match nul. Les Waratahs marquent sept essais en finale contre les Queensland Reds et remportent ainsi leur quatrième titre de suite, sans avoir perdu un match de leur histoire.

### 2022: la chute
La saison 2022 (en) marque un tournant dans la compétition qui accueille la nouvelle franchise fidjienne des Fijiana Drua, qui bouleverse la hiérarchie. Ainsi le 1er avril, les Waratahs subissent la première défaite de leur histoire, face aux Fidjiennes sur le score de 29 à 10. Les deux équipes se retrouvent en finale, et à nouveau les Fijiana Drua s'imposent et remportent le titre.
En 2023 (en), les Tahs réaffirment leur suprématie avec cinq victoires en cinq matchs de saison régulière, dont un cinglant 31-5 face aux Fijiana Drua. Mais à nouveau les Fidjiennes les éliminent, dès les demi-finales. C'est la première fois que la franchise de Sydney ne joue pas la finale.

### Retour au sommet
Après quatre années en poste, Campbell Aitken est remplacé par Michael Ruthven au poste d'entraineur. Ruthven est le premier à occuper le poste avec un contrat à plein temps. L'équipe voit revenir Atasi Lafai, blessée en 2023, ainsi qu'Arabella McKenzie qui jouait en Angleterre avec les Harlequins. Annabelle Codey arrive en provenance des Queensland Reds. L'équipe signe également deux débutantes, Ruby Anderson et Waiaria Ellis, âgées de seize ans. Les Waratahs reviennent en finale et remportent leur premier titre depuis l'intégration de la franchise fidjienne. À l'issue de la compétition, la nouvelle sélectionneuse Joanne Yapp convoque treize joueuses de l'effectif pour préparer la Pacific Four Series, parmi lesquelles la néophyte Caitlyn Halse,.
En 2025, Michael Ruthven est reconduit : il conserve l'ossature de l'effectif. Adiana Talakai et Emily Chancellor, blessées en 2024, font leur grand retour. Neuf débutantes sont signées, dont la joueuse de rugby à sept Sariah Paki (en). Les Tahs conservent leur titre en battant les Queenslands Reds 43 à 21 puis elles s'inclinent 36 à 5 lors de la grande finale contre les Blues championnes du Super Rugby Aupiki,.

## Palmarès

### Trophées
- Super Rugby Women's :
  - Championnes : 2018 (en), 2019 (en), 2020 (en), 2021 (en), 2024 et 2025 ;
  - Finalistes : 2022 (en).

### Bilan par saison
| Saison    | Classement    | pts | MJ | G | N | P | PM  | PE | Dif. | B | Phase finale                                   |
| --------- | ------------- | --- | -- | - | - | - | --- | -- | ---- | - | ---------------------------------------------- |
| 2018 (en) | 1er           | 18  | 4  | 4 | 0 | 0 | 131 | 15 | +116 | 2 | Championnes (16-13 contre les Queensland Reds) |
| 2019 (en) | 1er           | 19  | 4  | 4 | 0 | 0 | 138 | 24 | +114 | 3 | Championnes (8-5 contre les Queensland Reds)   |
| 2020 (en) | 1er           | 19  | 4  | 4 | 0 | 0 | 131 | 21 | +110 | 3 | Championnes (phase finale annulée)             |
| 2021 (en) | 1er (poule A) | 10  | 3  | 2 | 1 | 0 | 97  | 64 | +33  | 2 | Championnes (45-12 contre les Queensland Reds) |
| 2022 (en) | 2e            | 20  | 5  | 4 | 0 | 1 | 185 | 70 | +115 | 4 | Finale (26-32 contre les Fijiana Drua)         |
| 2023 (en) | 1er           | 24  | 5  | 5 | 0 | 0 | 158 | 48 | +110 | 4 | Demi-finale (17-20 contre les Fijiana Drua)    |
| 2024      | 1er           | 24  | 5  | 5 | 0 | 0 | 224 | 88 | +140 | 4 | Championnes (50-14 contre les Fijiana Drua)    |
| 2025      | 1er           | 15  | 4  | 3 | 0 | 1 | 115 | 81 | +34  | 3 | Championnes (43-21 contre les Queensland Reds) |